# وایلر (روتنبرگ)
وایلر (به آلمانی: Weiler) یک منطقهٔ مسکونی در آلمان است که در روتنبورگ آم نکا واقع شده‌است. وایلر ۱٬۰۸۱ نفر جمعیت دارد.